# Microscópio de varredura de ponta
Microscópio de varredura de ponta é uma família de microscópios governada pela interação física entre uma ponta e a superfície de uma amostra. Esta família se subdivide, principalmente, em: microscópio de força atômica, microscópio de corrente de tunelamento e microscópio de força magnética, embora haja outras variações.
Esse tipo de microscópio foi desenvolvido nos anos 1980 com o objetivo de estudar superfícies atômicas na escala nanométrica. Em vez de usar lentes, tais instrumentos utilizam uma agulha afiada como uma ponta de prova para interagir com a superfície da amostra e então traçar as interações, de forma a constituir uma imagem. Esta invenção revolucionou a nanotecnologia e permitiu que o estudo e a manipulação dos átomos criassem estruturas diferentes.